# Anteproyecto de Estatuto de Autonomía de Baleares de 1931
El Anteproyecto de Estatuto de las Islas Baleares de 1931 es un texto impulsado por la Asociación por la Cultura de Mallorca, en España que fue aprobado por una asamblea en julio del mismo año, a pesar de lo cual no prosperará por diversas causas.

## Antecedentes
La constitución de la Segunda República Española contemplaba la posibilidad de que las regiones pudieran acceder a un régimen de autonomía. Por eso diversos partidos de la isla llevaban en su programa electoral la redacción de un estatuto de autonomía, como el del Centre Autonomista, el Partit Liberal Regionalista d'Eivissa, Acción Republicana de Mallorca y el Partit Regionalista de Mallorca.

## Redactores
- Por la Asociación por la Cultura de Mallorca: Guillem Forteza, Joan Pons i Marquès, Miquel Font i Gorostiza, Elvir Sans, Francesc de Sales i Aguiló y Emili Darder (que la presidía).

- Por la Cámara Provincial de Industria, Comercio y Navegación: Guillem Roca Waring y Josep Casasoves i Obrador (que la presidía).

- Por la Cámara Oficial Agrícola: Arnest Mestre i Artigas.

## La asamblea
Los días 20,21,22 y 23 de junio de 1931 el Teatro Principal de Palma acogió una asamblea convocada para aprobar el Anteproyecto. El encuentro fue impulsado por Francesc Julià, presidente de la Diputación Provincial.
Estaban convocados 174 representantes entre asociaciones y corporaciones municipales. Es destacable la ausencia ya explicada de los menorquines y la participación con reticencias de los enviados de Ibiza. También en Mallorca hubo municipios que no enviaron representantes como los de Costich, Deyá, Escorca, Fornaluch, Lloseta, Marrachí, María de la Salud, Valldemosa, Muro, Capdepera, Búger, Las Salinas, Santa Margarita y Son Servera.
A pesar de todo el Anteproyecto fue aprobado con algunos retoques.

## El fracaso y los intentos posteriores
El fin de la iniciativa autonómica fue causado por diversos factores, algunos ya explicados como la ausencia de los ayuntamientos menorquines. Otra causa fue la poca conciencia de autogobierno en la sociedad balear ya que solo los regionalistas y los republicanos federales eran partidarios de la autonomía. Las fuerzas políticas restantes también tuvieron dudas, por ejemplo la izquierda (socialistas y comunistas) estaba temerosa de que el poder autonómico pudiera quedar en manos de la derecha, por otra parte las fuerzas conservadoras no fueron conscientes de las posibilidades de una autoridad regional fuerte. También es importante el cambio político a nivel estatal cuando la derecha subió al poder (bienio radical-cedista), intentando poner freno al proceso autonómico.
A finales de 1932 a instancias de la Diputación se intentó reunir de nuevo a los representantes de los municipios pero Menorca volvió a abstenerse. La victoria del Frente Popular hizo que durante la primavera-verano de 1936 se intentara relanzar el proceso autonómico sobre todo desde el regionalismo y el republicanismo federal, en esta última tentativa destaca la ausencia de la izquierda nacionalista. Así la Guerra Civil Española acabó con cualquier posibilidad y el debate del autogobierno de las islas no se volverá a abrir hasta la década de 1970.